# Xiaomi 11T
Xiaomi 11T та Xiaomi 11T Pro — смартфони від компанії Xiaomi, що відноситься до флагманської серії «T». Були представлені 15 вересня 2021 року разом з Xiaomi 11 Lite 5G NE. Особливістю Xiaomi 11T Pro стала підтримка швидкої зарядки на 120 Вт.

## Дизайн
Задня панель зі скла. Екран виконаний зі скла Corning Gorilla Glass Victus. Бокова частина виконана з пластику.
Знизу розміщені роз'єм USB-C, динамік, мікрофон та слот під 2 SIM-картки. Зверху розташовані другий динамік, другий мікрофон та ІЧ-порт. З правого боку розміщені кнопки регулювання гучності та кнопка блокування смартфону, в яку вбудований сканер відбитків пальців.
В Україні смартфони продавалися в 3 кольорах: Meteorite Gray (сірий, стилізований під шліфований метал), Moonlight White (білий) та Celestial Blue (блакитний).

## Технічні характеристики

### Платформа
Xiaomi 11T отримав процесор MediaTek Dimensity 1200-Ultra та графічний процесор Mali-G77 MC9, а Xiaomi 11T Pro — Qualcomm Snapdragon 888 та Adreno 660 відповідно.

### Батарея
Батарея отримала об'єм 5000 мА·год. Xiaomi 11T отримав підтримку швидкої зарядки на 67 Вт, а 11T Pro — на 120 Вт, яка, як стверджує компанія, заряджає смартфон до 100 % за 17 хвилин.

### Камера
Смартфони отримали основну потрійну камеру 108 Мп, f/1.75 (ширококутний) + 8 Мп, f/2.2 (надширококутний) з кутом огляду 120° + 5 Мп, f/2.4 (телемакро) з фазовим автофокусом та здатністю запису відео в роздільній здатності до 4K@30fps в 11T та 8K@30fps в 11T Pro. Фронтальна камера отримала роздільність 16 Мп, світлосилу f/2.45 (ширококутний) та можливість запису відео до 1080p@30fps в Xiaomi 11T і до 1080p@60fps в Xiaomi 11T Pro.

### Екран
Екран AMOLED, 6.67", FullHD+ (2400 × 1080) зі щільністю пікселів 395 ppi, співвідношенням сторін 20:9, частотою оновлення дисплею 120 Гц, підтримку HDR10+ та круглим вирізом під камеру, що знаходиться зверху в центрі.

### Звук
Смартфони отримали стерео динаміки, розташовані на верхньому та нижньому торцях. У Pro-версії динаміки розроблені спільно з Harman Kardon.

### Пам'ять
Xiaomi 11T продавався в комплектаціях 8/128 та 8/256 ГБ, а Xiaomi 11T Pro — 8/128, 8/256 та 12/256 ГБ. В Україні Pro-модель була доступна тільки в комплектаціях 8/128 та 8/256 ГБ.

### Програмне забезпечення
Смартфони були випущені на MIUI 12.5 на базі Android 11 і були оновлені до HyperOS 1 на базі Android 14.